# Концерт для фортепіано з оркестром № 8 (Моцарт)
Концерт для фортепіано з оркестром № 7 до мажор (KV 246) Вольфганга Амадея Моцарта написаний 1776 року.
Складається з трьох частин:
1. Allegro aperto.
2. Andante
3. Tempo di Menuetto.